# Ernest Howard Griffiths
Ernest Howard Griffiths (ur. 15 czerwca 1851 w Brecon, Walia, zm. 3 marca 1932, prawdopodobnie w Cambridge) – walijski fizyk i pedagog, jeden z pionierów fizyki doświadczalnej, wynalazca, twórca udoskonalonej wersji termometru oporowego i innych przyrządów umożliwiających dokładniejsze pomiary, wyróżniony w roku 1907 przez Royal Society przyznaniem Medalu Hughesa, m.in. za wkład w oznaczanie mechanicznego równoważnika ciepła (uzasadnienie nagrody: The Thermal Measurement of Energy).

## Życiorys
Jego ojcem był Henry Griffiths, pastor i rektor Memorial College w Brecon. Przodkiem w linii matki był admirał Blake.

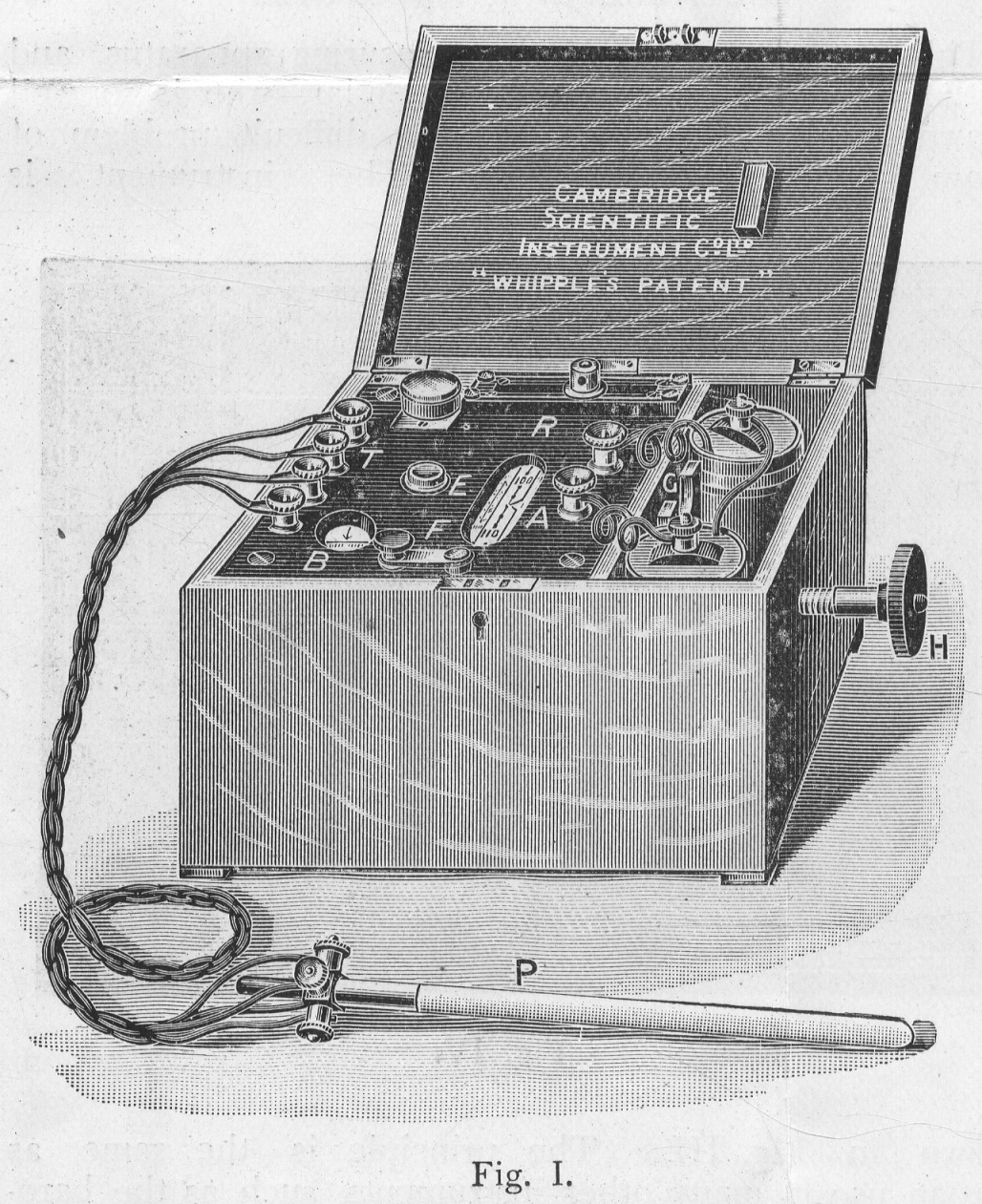
Termometr oporowy The Cambridge Scientific Instrument Co., Whipple's Patent (British Refrigeration, maj 1903)

Zasada oznaczenia temperatury poprzez pomiar zmiennej rezystancji opornika R_{x} (np. Pt100) (przykład termometru rezystancyjnego z mostkiem Wheatstone'a, U_{we} i U_{wy} – napięcie zasilania i napięcie mierzone, R_{2} – opornik regulowany, umożliwiający osiąganie stanu równowagi mostka, U_{wy} = 0)

Uczył się w Owens College w Manchesterze, a następnie, od roku 1870 – po otrzymaniu stypendium Witwortha (Witworth Scholarship) – w Sidney Sussex College na Uniwersytecie Cambridge. W czasie studiów interesował się muzyką, uprawiał wioślarstwo, kolarstwo tandemowe, żeglarstwo. W roku 1873 otrzymał stopień BS University of Cambridge. 
W kolejnych latach był cenionym prywatnym nauczycielem i organizatorem nauczania. Zainteresowania fizyką realizował konstruując urządzenia i wykonując pomiary we własnym domu, w którym odbywały się również spotkania ze znajomymi miejscowymi naukowcami.
W latach 1890–1901 zajmował stanowisko wykładowcy w University of Cambridge. W roku 1902 otrzymał stopień Sc.D., a w następnych latach został profesorem w Cardiff University (University College of South Wales and Monmouthshire w Cardiff). Zastąpił zmarłego w roku 1901 prof. J.V. Jonesa, pierwszego kierownika laboratorium badawczego utworzonego w roku 1883. W latach 1901–1918 był drugim z kolei kierownikiem tego laboratorium – Viriamu Jones Memorial Research Laboratory. Zabiegał o rozwój bazy lokalowej i odpowiednie wyposażenie laboratorium.

## Znaczące osiągnięcia badawcze
Ernest H. Griffiths znacząco udoskonalił przyrządy pomiarowe, znacznie zwiększając precyzję wykonywanych oznaczeń. Doniosłą modyfikacją była zmiana konstrukcji platynowego termometru rezystancyjnego.
Termometry oporowe umożliwiają pomiary temperatury na podstawie obserwowanych zmian oporu elektrycznego platyny lub innego metalu o znanym współczynniku temperaturowym. Zasada takich pomiarów została opracowania roku 1871 przez Sir Williama Siemensa (zob. też Siemens AG), jednak stwierdzono, że pierwsze termometry nie zapewniały niezbędnej dokładności (zostały w roku 1873 zdyskwalifikowane przez Komitet British Association). Prace ogłoszone w latach 1887–1899 przez Callendara i Griffithsa doprowadziły do zmiany sytuacji – stały się podstawą rozwoju nowoczesnej termometrii oporowej.
Udoskonalony platynowy termometr oporowy umożliwił m.in. wykonanie w latach 1891–1893 podstawowych pomiarów ciepła i pracy, prowadzących do wyznaczenia wartości mechanicznego równoważnika ciepła (zob. m.in. James Joule, pierwsza zasada termodynamiki, kalorymetria). W roku 1901 Ernest H. Griffiths wydał dotyczącą tych problemów książkę The Thermal Measurement of Energy. Brał udział w I Międzynarodowym Kongresie Fizyków 1900), na którym referował problemy pomiarów ciepła właściwego wody (zob. też kalorymetria). Laboratorium w Cardiff było jedyną jednostką, w której wykonywano pomiary pojemności cieplnej metali w zakresie od temperatury ciekłego powietrza do 100 °C z dokładnością 0,1 °C (ok. 100 razy większą od osiąganej poprzednio). W roku 1928 metoda została uznana za standard międzynarodowy).
W roku 1918 opuścił Cardiff przechodząc na emeryturę. Przez kilka lat działał w Cambridge w British Science Association (był skarbnikiem stowarzyszenia). Aktywność tę ograniczyła strata żony, a następnie długa i bolesna choroba. Zmarł 3 marca 1932 roku.

## Publikacje
Książki (wybór według The Notable Names Database, NNDB)
- 1874 – Boating on the Cam (poezja),
- 1876 – The Bachelor's March,
- 1881 – Notes on Heat,
- 1895 – The Latent Head of Evaporation of Water,
- 1900 – Lyra Fumosa (poezja),
- 1901 – The Thermal Measurement of Energy,
- 1914 – The Capacity for Heat of Metals at Low Temperatures,
- 1917 – Industry, Science and Education.

## Wyróżnienia i odznaczenia
Wybór według NNDB:
- 1895 – członkostwo Royal Society,
- 1907 – Hughes Medal.